# جائزة معهد مهندسي الكهرباء والإلكترونيات للروبوتات والتحكم الآلي
جائزة معهد مهندسي الكهرباء والإلكترونيات للروبوتات والتحكم الآلي هي جائزة المجال التقني لمعهد مهندسي الكهرباء والإلكترونيات، في عام 2005، تم إنشاء الجائزة من قبل إدارة معهد مهندسي الكهرباء والإلكترونيات. يتم تقديم هذه الجائزة للمساهمة في مجال الروبوتات والتحكم الآلي. يمكن تقديم هذه الجائزة إلى فرد أو فريق يصل إلى ثلاثة أشخاص.
يحصل المستفيدون من هذه الجائزة على الميدالية البرونزية، والشهادة، ومرتبة الشرف.

## الفائزين
- في عام 2019:
  - ناو وانج.
  - زكسيانج لي.
- في عام 2018: ماثيو تي ماسون .
- في عام 2017: أسامة الخطيب.[1]
- في عام 2016: رافاييللو أندريا
- في عام 2015: رودني ألن بروكس.[2]
- في عام 2014: شيجيو هيروس.[3]
- في عام 2013: روزينا باجسي.
- في عام 2012: برنارد روث.
- في عام 2011: هيروتشيكا إينو.
- في عام 2010: توشيو فوكودا.
- في عام 2009: أنتال بيجزي.
- في عام 2008:
  - بول جي باكس.
  - لاري إتش ماتيس.
  - إريك تي بومجارنر.
- في عام 2007: جيرد هيرزينجر.
- في عام 2006: جورج بيكي.
- في عام 2005: سييمون إينابا.
- في عام 2004: جوزيف إنغيلبيرغر.[4]

## وصلات خارجية
- الصفحة الرسمية لجائزة معهد مهندسي الكهرباء والإلكترونيات للروبوتات والتحكم الآلي.
- قوائم الفائزين بجائزة معهد مهندسي الكهرباء والإلكترونيات للروبوتات والتحكم الآلي.
- الموقع الرسمي لمهعد مُهندسي الكهرباء والإلكترونيات